# Dacryodes igaganga
Dacryodes igaganga är en tvåhjärtbladig växtart som beskrevs av Aubrev. & Pellegr.. Dacryodes igaganga ingår i släktet Dacryodes och familjen Burseraceae. Inga underarter finns listade i Catalogue of Life.